# Saïd Haddou
Saïd Haddou (Issy-les-Moulineaux, Isla de Francia, 23 de noviembre de 1982) es un ciclista francés.
Debutó como profesional en 2005 con el equipo Auber 93. En 2007, fichó por el equipo Bouygues Telecom, en el que permaneció hasta 2012.
Su especialidad era el esprint. Sus dos mejores victorias son las conseguidas en el prestigioso Tro Bro Leon, también llamada Le Petit Paris-Roubaix, en referencia a la famosa clásica.
Su hermano pequeño Nadir también es ciclista profesional.

## Palmarés
2005
- 1 etapa del Tour de Gironde

2006
- 1 etapa del Tour de Poitou-Charentes

2007
- Tro Bro Leon

2009
- Tro Bro Leon

2011
- 1 etapa de la Estrella de Bessèges

2012
- Gran Premio Tallin-Tartu

## Resultados en Grandes Vueltas
| Carrera | Carrera         | 2005 | 2006 | 2007 | 2008 | 2009  | 2010 | 2011 | 2012 |
| ------- | --------------- | ---- | ---- | ---- | ---- | ----- | ---- | ---- | ---- |
|         | Giro de Italia  | —    | —    | —    | —    | 163.º | —    | —    | —    |
|         | Tour de Francia | —    | —    | —    | —    | 143.º | —    | —    | —    |
|         | Vuelta a España | —    | —    | —    | —    | —     | —    | —    | —    |

―: no participa
Ab.: abandono

## Equipos
- Auber 93 (2005-2006)
- Bouygues Telecom/Europcar (2007-2012)
  - Bouygues Telecom (2007-2008)
  - Bbox Bouygues Telecom (2009-2010)
  - Team Europcar (2011-2012)